# Stefan Simić
Stefan Simić, né le 20 janvier 1995 à Prague, est un footballeur tchèque. Il évolue au poste de latéral droit au HNK Hajduk Split.

## Carrière

### En équipe nationale
Avec les espoirs, il participe au championnat d'Europe espoirs en 2017. Lors de cette compétition, il joue trois matchs : contre l'Allemagne, l'Italie, et le Danemark.
Il joue son premier match en équipe de Tchéquie le 11 novembre 2017, en amical contre le Qatar (victoire 0-1 à Doha).

## Palmarès
Hajduk Split
- Vainqueur de la Coupe de Croatie en 2022.